# Pracejovice (przystanek kolejowy)
Pracejovice – przystanek kolejowy w miejscowości Pracejovice, w kraju południowoczeskim, w Czechach. Znajduje się na linii 190 Pilzno - Czeskie Budziejowice, na wysokości 405 m n.p.m..  

## Linie kolejowe
- 190: Pilzno – Czeskie Budziejowice